# 로버트 소렐스

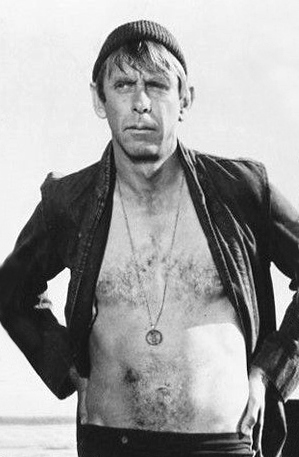

로버트 소렐스(Robert Sorrells, 1930년 6월 29일 ~ 2019년 6월 11일)는 미국의 배우, 텔레비전 배우이다.

## 영화
- 살인 음모 (1989, Nowhere to Run)
- 후레치 (1985년)
- 월튼네 사람들 (1972년)
- 건파이터의 최후 (1969년)
- 인베이더 - 시리즈 (1967년)
- 도망자 (1963년)
- 올 폴 다운 (1962년)
- 보난자 (1959년)
- 딜론 보안관 (1955년)
- 디즈니랜드 (1954년) - 데이비 존스 역